# Gran Chaco
Gran Chaco  je prostrana, vruća i polupustinjska nizina u Južnoj Americi. Pruža se između 19. i 30. stupnja južne zemljopisne širine. Smještena je u središnjem dijelu Južne Amerike na teritoriju Paragvaja, Argentine, Bolivije i Brazila. Blago se spušta od podgorja Anda na sjeverozapadu (400 m nadmorske visine) prema jugoistoku (100 m nadmorske visine).

## Zemljopis
Nizina je tektonski progib ispunjen paleozojskim i mezozojskim sedimentima. Okružena je Andama i Brazilskom visoravni, pa je shodno tome prilično izolirana. Gran Chaco jedan je od najtoplijih prostora na južnoameričkom kontinentu. Temperature mogu dostići čak 47 °C, a prosjek tijekom najtoplijeg mjeseca siječnja je 27-28 °C. Klima je kontinentalno-tropska. Česte su velike amplitude, pa su tijekom zime temperature do 13 °C, a nerijetko i ispod 0 °C. Količina padalina opada od istoka prema zapadu s 800 do 500 milimetara. U dolini rijeke Paragvaj padalina ima i do 1 200 mm. Vlažno je razdoblje od listopada do travnja.
S podgorja Anda spuštaju se rijeke poput Pilcomayoa (2,500 km), Bermehoa (1,500 km), zatim Rio Salado i na kraju najveća rijeka Paragvaj, koja prima vode spomenutih tokova. Paragvaj je duga 2621 km i pritoka je Parane. Velika količina vode gubi se u močvarama, a tijekom ljeta razina se poveća za 9 metara što dovodi do poplava u priobalju. U vrijeme suše, rijeka Pilcomayo presuši prije ušća u rijeku Paragvaj.
Tlo ovih prostora je zaslanjeno i mrko-crvene boje. Dominiraju listopadne šume niskog drveća, zatim šume kebràča, kserofitne trave, grmlje. Oko rijeka javljaju se palme, koje dostižu visine i do 40-50 m.

## Podjela
Gran Chaco može se podijeliti na tri cjeline - "Sjeverni Chaco", koji obuhvaća prostore između gornjeg dijela toka Paragvaja i srednjeg dijela toka Pilcomaya, zatim "Središnji Chaco" između donjeg dijela Pilcomaya i Bermehoa i "Južni Chaco", koji obuhvaća prostore rijeka Bermeho i Rio Salado. Sjeverni Chaco je u Paragvaju, a ostali dijelovi su u Argentini.
Bolivija i Paragvaj su ratovali za sjeverni Gran chaco u periodu 1932. – 1935.

## Stanovništvo i gospodarstvo
Ova nizina je rijetko nasenjena s prosječnom gustoćom od jednog stanovnika po kilometru kvadratnom. U Sjevernom Gran Chacu živi oko 20,000 stanovnika, pretežno Indijanaca iz jezične skupine Tupí-Guaraní. U Središnjem Chacu je oko 300.000 stanovnika, a u Južnom 700.000 stanovnika. Stanovništvo se bavi zemljoradnjom (uzgoj soje, kukuruza, manioke i dr.), stočarstvom, lovom i ribolovom. Najveće bogatstvo Gran Chaca je drvo kebràčo, koje je našlo primjenu u brojnim sferama društva, osobito u proizvodnji tanina. Najveća naselja su: Formosa (230,000 stanovnika) u Paragvaju i Resistencia (370,000) i Santiago del Estero (360,000) u Argentini.

## Vanjske poveznice
|  | Zajednički poslužitelj ima stranicu o temi Gran Chaco    |
|  | Zajednički poslužitelj ima još gradiva o temi Gran Chaco |